# Апъл Вали (град, Калифорния)
Апъл Вали (на английски: Apple Valley) е град в окръг Сан Бернардино, щата Калифорния, САЩ. Апъл Вали е с население от 72922 жители (2008) и обща площ от 190,69 km². Намира се на 898 m надморска височина. ЗИП кодовете му са 92307, 92308, а телефонният му код е 760.